# Isoetes eludens
Isoetes eludens är en kärlväxtart som beskrevs av Jacobus Petrus Roux, Hopper och Rhian J. Sm..
Isoetes eludens ingår i släktet braxengräs och familjen Isoetaceae. Inga underarter finns listade i Catalogue of Life.